# 刘永 (新朝)
劉永（前1世紀？—27年），中国新朝、东汉初期的武将政治人物，漢宗室，豫州梁郡睢陽县人。父劉立，弟劉防、劉少公。子劉紆。前漢梁孝王劉武的8世孫，新朝末期割据称梁国。

## 生平

### 早年
父劉立，与漢平帝的外戚衛氏有交往，元始年間被王莽誅殺。更始元年（23年）劉玄即位为更始帝，入洛陽城，劉永被封为梁王，以睢陽（梁郡）为都。之後，听说更始帝統治混乱，劉永开始独立行動。劉永任命弟劉防为輔国大将軍、幼弟劉少公为御史大夫，封少公魯王。任命周建招聘豪傑为将帥，进攻济阴、山陽、沛、楚、淮陽、汝南各郡，獲得28城。劉永笼络近隣群雄，任命西防（山陽郡）佼彊为横行将軍、東海郡董憲为翼漢大将軍、齐張步为輔漢大将軍，将豫州、兖州、青州、徐州的部分郡地域纳入统治下。

### 自称天子
更始三年（25年），更始帝敗于赤眉軍，劉永自称天子。建武二年（26年）夏，光武帝劉秀派虎牙大将軍蓋延和更始降将蘇茂討伐劉永。但是二将反目，蘇茂投靠劉永。劉永任命蘇茂为大司馬，封淮陽王。蓋延攻克睢陽，劉永逃到虞（梁郡）。虞民反劉永，杀其母及妻子，劉永再逃到譙（沛郡）。蘇茂、佼彊、周建前来救援劉永，被蓋延击败，佼彊、周建跟着劉永退守湖陵（山陽郡）。
建武三年（27年）春，劉永封張步为齐王、董憲为海西王。漢軍大司馬吴漢攻蘇茂与廣乐城（梁郡虞县），蘇茂大敗，逃湖陵。劉永軍再次出现劣勢。睢陽人反汉军迎劉永，劉永還睢陽。吴漢、蓋延軍包围睢陽，劉永、蘇茂、周建以粮尽逃出城来，逃走时，劉永部将慶吾殺劉永，将劉永首級献给光武帝，光武帝封庆吾为列侯。

## 后续
劉永死後、蘇茂、周建拥立刘永遺孤劉紆繼任梁王，继续抗漢。建武五年（29年）8月，劉紆的郯城（東海郡）被攻克，自己被部下兵士高扈殺害，梁王政权被東漢终结。

## 延伸阅读
[在维基数据编辑]
 《後漢書·卷12》，出自范晔《後漢書》